# Serge Vohor
Serge Rialuth Vohor (ur. 24 kwietnia 1955 w Port Olry, zm. 22 listopada 2024 w Jaipur) – vanuacki polityk, czterokrotny premier tego państwa w latach 1995–1996, 1996–1998, w 2004 oraz w 2011 roku.

## Życiorys
Działacz konserwatywnej, frankofońskiej Unii Partii Umiarkowanych. Po dojściu do władzy jego ugrupowania w 1991 został ministrem spraw zagranicznych (do 1993). 21 grudnia 1995 powołany na stanowisko premiera, funkcję tę pełnił do 23 lutego 1996. Od 30 września 1996 ponownie premier, ustąpił 30 marca 1998 w obliczu porażki wyborczej macierzystej partii.
W nowo powstałym rządzie Baraka Sopé pełnił funkcję ministra spraw zagranicznych, funkcję tę piastował również w rządzie Edwarda Natapei.
W wyborach w 2004 Unia Partii Postępowych utraciła kolejne miejsca w parlamencie (pozostało 8 deputowanych na 52 miejsca), ale Vohor podjął się misji sformowania gabinetu koalicyjnego i 29 lipca 2004 objął po raz trzeci funkcję premiera. Powołał rząd oparty na szerokiej koalicji, powierzając m.in. stanowisko I wicepremiera głównego rywalowi do kierowania rządem, Hamowi Liniemu ze Zjednoczonej Partii Narodowej. Niespełna półroczny okres sprawowania władzy przez Vohora stanął pod znakiem konfliktu dyplomatycznego z Chinami; premier – nie czekając na decyzję rządu i parlamentu – nawiązał stosunki dyplomatyczne z Tajwanem. Odszedł wówczas z rządu m.in. minister spraw zagranicznych Barak Sopé. W grudniu 2004 Vohor został odwołany przez parlament i zastąpiony przez Hama Liniego.
24 kwietnia 2011 po raz kolejny stanął na czele rządu po tym, jak parlament uchwalił wotum nieufności wobec premiera Sato Kilmana. Wniosek poparło 26 z 52 deputowanych. Kilman odwołał się jednak do sądu. 13 maja 2011 Sąd Apelacyjny anulował mianowanie Vohora na stanowisko premiera, uznając jego wybór za niekonstytucyjny. Sąd uznał, że jego wybór odbył się w oparciu o zwykłą większość głosów (26 z 52), a nie wymaganą przez konstytucję większość bezwzględną (co najmniej 27 spośród 52 głosów). Na stanowisko szefa rządu przywrócony został Sato Kilman.